# × Amarygia
× Amarygia es un notogénero de plantas perennes, herbáceas y bulbosas perteneciente a la familia de las amarilidáceas, con vistosas flores. Es el producto del cruzamiento intergenérico entre especies de Amaryllis (en general, Amaryllis belladona) y especies del género Brunsvigia que actúan como progenitor masculino. A partir de la genealogía, se deduce su nombre: "Amary" por el género Amaryllis y "gia" por Brunsvigia. Las diversas variedades de × Amarygia presentan flores muy vistosas, las cuales combinan la belleza, colorido y el gran número de flores de Brunsvigia con el gran tamaño de las flores de Amaryllis. Las plantas de × Amarygia son, en general, sexualmente estériles pero pueden propagarse vegetativamente a partir de sus bulbos.

## Notoespecies
Las notoespecies del género, conjuntamente con la cita válida y las especies parentales en el caso que se conozcan, se listan a continuación:
× Amarygia bidwellii (Worsley) H.E.Moore, Baileya 19: 164 (1975). (Amaryllis belladonna × Brunsvigia orientalis)
× Amarygia parkeri (W.Watson) H.E.Moore, Baileya 19: 164 (1975). (Amaryllis belladonna × Brunsvigia josephiniae)

## Utilización
× Amarygia  se cultiva como ornamental en muchos países. × Amarygia parkeri "Alba" y × Amarygia parkeri "Rosea" son dos de los cultivares más famosos. 